# Greg Hawthorne
Greg Hawthorne (Fort Worth, 5 settembre 1956) è un ex giocatore di football americano statunitense che ha militato nei ruoli di running back, tight end e wide receiver nella National Football League (NFL).

## Carriera
Al college Hawthorne giocò a football a Baylor. Fu scelto dai Pittsburgh Steelers nel corso del primo giro (ventottesimo assoluto) del Draft NFL 1979. Nella sua stagione da rookie batté I Los Angeles Rams nel Super Bowl XIV. Giocò anche per i New England Patriots (raggiungendo il Super Bowl XX) e gli Indianapolis Colts. Nella finale della AFC del 1985, come membro dei Patriots, Hawthorne recuperò un fumble dei Miami Dolphins che si rivelò decisivo per la vittoria a sorpresa di New England.

## Palmarès
- Super Bowl : 1

Pittsburgh Steelers: XIV
- American Football Conference Championship: 2

Pittsburgh Steelers: 1979
New England Patriots: 1985